# James Allred
James V. Allred, född 29 mars 1899 i Bowie i Montague County, Texas, död 24 september 1959 i Corpus Christi i Texas, var en amerikansk demokratisk politiker och jurist. Han var den 33:e guvernören i Texas 1935–1939.
Allred deltog i första världskriget i USA:s flotta och avlade 1921 juristexamen vid Cumberland School of Law. Han gifte sig 1927 med Joe Betsy Miller och paret fick tre barn.
Allred besegrade Edgar E. Witt i demokraternas primärval inför guvernörsvalet 1934 och vann sedan själva guvernörsvalet med omval två år senare. Under sina fyra år i guvernörsämbetet framstod Allred som en stark anhängare av Franklin D. Roosevelts reformprogram New Deal. Roosevelt utnämnde honom 1939 till en federal domarbefattning. Allred avgick 1942 för att utmana W. Lee O'Daniel i demokraternas primärval inför senatsvalet. O'Daniel, som var motståndare till Roosevelt, vann både primärvalet och själva senatsvalet.
Allred tillträdde 1949 på nytt som federal domare och stannade kvar i sin nya befattning fram till sin död i Corpus Christi tio år senare. Allred var frimurare och medlem i Kristi Lärjungar. Hans grav finns på Riverside Cemetery i Wichita Falls.